# Alcis ectogramma
Alcis ectogramma är en fjärilsart som beskrevs av Eugen Wehrli 1943. Alcis ectogramma ingår i släktet Alcis och familjen mätare. Inga underarter finns listade i Catalogue of Life.